# Star Trek VI – The Undiscovered Country
Star Trek VI (engelska: Star Trek VI: The Undiscovered Country) är en amerikansk science fiction-film som hade biopremiär i USA den 6 december 1991, i regi Nicholas Meyer. Det är den sjätte Star Trek-filmen och den sista om karaktärerna från originalserien.

## Handling
Klingon och Federationen har varit i krig riktigt länge. Plötsligt sker en katastrof. En måne (Praxis) runt klingonernas hemvärld exploderar och detta leder till att klingonerna blir tvungna att sluta fred med Federationen. Under förhandlingarna blir Klingons kansler mördad, och kapten Kirk tillsammans med doktor McCoy blir anklagade.

## Rollista (urval)
| Skådespelare | Skådespelare        | Roll                           |
| ------------ | ------------------- | ------------------------------ |
|              | William Shatner     | James T. Kirk                  |
|              | Leonard Nimoy       | Spock                          |
|              | DeForest Kelley     | Leonard McCoy                  |
|              | James Doohan        | Montgomery Scott               |
|              | Walter Koenig       | Pavel Chekov                   |
|              | Nichelle Nichols    | Uhura                          |
|              | George Takei        | Hikaru Sulu                    |
|              | Kim Cattrall        | Valeris                        |
|              | Mark Lenard         | Ambassadör Sarek               |
|              | Grace Lee Whitney   | Janice Rand                    |
|              | Brock Peters        | Flottiljamiral Cartwright      |
|              | Leon Russom         | Stjärnflottans Överbefälhavare |
|              | Kurtwood Smith      | Federationspresidenten         |
|              | Christopher Plummer | General Chang                  |
|              | Michael Dorn        | Överste Worf                   |
|              | René Auberjonois    | Överste West                   |

### Fotnoter
1. ↑  ”Star Trek VI: The Undiscovered Country” (på engelska). Box Office Mojo. 6 december 1991. http://www.boxofficemojo.com/movies/?id=startrek6.htm. Läst 7 september 2016.